# Debourg (metrostation)
Debourg is een metrostation aan lijn B van de metro van Lyon, in het 7e arrondissement van de Franse stad Lyon. Het is geopend op 4 september 2000, als de verlenging van lijn B naar metrostation Stade de Gerland geopend wordt. Sinds 19 februari 2014 bevindt zich hier het eindpunt van lijn 1 van de tram van Lyon.
Debourg is genoemd naar de avenue waar het station onder ligt, de naam van een grootgrondbezitter die ooit eigenaar was van dit gebied. Verschillende opschriften in het station doen aan vroeger tijden denken. Zo staat er ergens ici campèrent des soldats romains ('hier hadden Romeinse soldaten hun kamp opgeslagen') of ici se trouvait un glacier ('hier was een gletsjer').
In de buurt van dit station is er de Halle Tony Garnier, de grootste evenementenhal en concertzaal van de stad.